# دفاع عن المثقفين
دفاع عن المثقفين (بالفرنسية: Plaidoyer pour les intellectuels) هو كتاب للفيلسوف الفرنسي جان بول سارتر صدر سنة 1972 عن دار غاليمار،وترجمه للعربية جورج طرابشي وصدر عن دار الاداب في بيروت سنة 1973. ويُعدّ من أبرز النصوص النظرية التي تؤسس لمفهوم المثقف الملتزم، رافضًا فكرة المثقف "الحيادي" أو "المهني" بمعزل عن الصراعات السياسية والاجتماعية. الكتاب ثمرة لمواقف جدلية خاضها سارتر في فرنسا وخارجها، في سياق عالمي اتسم بالتوترات بين القوى الإمبريالية وحركات التحرر، وبتصاعد التناقضات داخل اليسار الأوروبي ذاته.

## خلفية
جاء الكتاب في ظل المناخ الفكري الذي أعقب أحداث مايو 1968، حيث ظهر انقسام حاد بين النخب الجامعية والثقافية حول طبيعة النضال السياسي وموقع المثقف فيه. سارتر، الذي كان حينها رئيس تحرير مجلة Les Temps Modernes، انخرط في سجالات مفتوحة مع مثقفين محافظين وأكاديميين ماركسيين، مدافعًا عن ضرورة التزام المثقف بـ"الواقع الحي" وليس بالمنظورات النظرية الصرفة.وقد عبّر سارتر عن تضامنه مع حركات مناهضة الاستعمار، مثل حرب الجزائر، والثورات الثقافية، مثل الحراك الطلابي الفرنسي، بل ذهب أبعد من ذلك حين دعم اليسار الراديكالي ووقع بيانات ضد السوفييت، ما جر عليه انتقادات من الماركسيين الأرثوذكس.

## مضمون الكتاب
يُعيد سارتر في هذا الكتاب النظر في وظيفة المثقف ضمن شروط الإنتاج المعرفي والاجتماعي. ويصف المثقف بأنه من "يعاني وعيًا مأزومًا"، لأنه مدفوع بالتفكير النقدي، لكنه محروم من السلطة الفعلية. ويتساءل: ما جدوى المثقف إذا لم يكن في صف المقهورين؟ويُحلل سارتر وضع المثقفين ضمن منظومة العمل، مشيرًا إلى أن معظمهم مجرد "أجراء" يعيشون في حالة تبعية اقتصادية وسياسية، ويُفتقرون إلى وسائل السلطة. وهو ما يجعلهم في نظر المجتمع "نخبة مفصولة"، تتبنى مقولات مثالية وتحاكم الواقع انطلاقًا من مستقبل افتراضي أو مبادئ مجردة، كالماركسية مثلًا.

## المثقف والمنظومة
يشير سارتر إلى أن المثقف ليس "طليعة مطلقة"، بل يشغل موقعًا هشًا داخل المنظومة، ويعيش في تناقض دائم بين موقعه البرجوازي ونزعته الثورية. ومن هنا يُبني مفهوم "المثقف التراجيدي"، الذي لا ينتمي بشكل كامل إلى أي طبقة، لكنه يتحمل مسؤولية فضح البنية السلطوية.لكتاب يُعيد صياغة مقولة الالتزام التي طرحها سارتر سابقًا في كتابه ما الأدب؟ (1948)، لكن في سياق أكثر توترًا، حيث يُشدّد على أن الكلمة تكتسب قيمتها في مدى قدرتها على التأثير والتغيير، وليس في جمالها أو نقائها.في هذا السياق، ينتقد سارتر المثقفين الذين يخدمون "الأيديولوجيا التقنية" أو السلطة الثقافية الرسمية، ويدعو إلى تحالفات مع الهامشيين والمقموعين، ولو تطلب ذلك قطيعة مع المؤسسة الأكاديمية أو النشر الرسمي

## التلقي والنقد العربي
في قراءة تحليلية نُشرت في موقع *الحوار المتمدن*، اعتبر الباحث المغربي لطفي الإدريسي أن أطروحة سارتر تحتفظ براهنية خاصة في السياق العربي، حيث غالبًا ما يُحمّل المثقف مسؤولية الفشل السياسي والثقافي، رغم هشاشة موقعه وعزلته البنيوية.و يشير الإدريسي إلى أن "التخوين الإيديولوجي" بات وسيلة للسلطات العربية لتحييد المثقف أو عزله عن المجال العمومي، وأن مقولة "ضد المثقفين" التي حلّلها سارتر تتكرر بصيغ مختلفة في العالم العربي، خصوصًا بعد نكسة 1967، وما تلاها من عسكرة للحياة الثقافية وتطييف للوعي.وقد امتد تأثير الكتاب إلى دوائر فلسفية وأكاديمية واسعة. استعاد إدوارد سعيد مفاهيم سارتر، لا سيما في كتابه المثقف والسلطة، مُصوّرًا المثقف بوصفه منفيًا من المؤسسات، ومطالبًا بالقول "الحقيقي" حتى لو عُدّ خيانة.كما تأثر بيير بورديو بمفهوم الالتزام، لكن على نحو سوسيولوجي، حيث ربط دور المثقف برأس المال الرمزي والمؤسسات الحقلية. وتفاعل مع طرح سارتر ناقدون آخرون كـ ميشيل فوكو، الذي رفض صورة المثقف الكلي، وفضّل الحديث عن "المثقف النوعي" الذي يتحدث من موقعه المعرفي المحدود.وفي السياق الفرنسي، اعتبر المفكر جان شوفالييه أن سارتر يمثّل آخر فلاسفة "الالتزام الكلّي"، قبل أن تهيمن موجات ما بعد الحداثة التي قزّمت دور المثقف إلى مجرد محلل للخطابات.

## روابط خارجية
- تحميل الكتاب بصيغة PDF – موقع pdfdrive.to
- نسخة PDF من موقع fichier-pdf.fr
- نسخة رقمية رسمية لدى غاليمار
- مقال لطفي الإدريسي عن الكتاب – الحوار المتمدن